# Агдашский государственный драматический театр имени Наджаф-бек Везирова
Агдашский государственный драматический театр имени Наджаф-бек Везирова — драматический театр, действовавший в городе Агдаш.

## История
Театр был основан в конце 1939 года и назван в честь выдающегося азербайджанского драматурга Наджаф-бека Везирова. Первый спектакль, показанный на сцене театра, состоялся 1 января 1940 года — это была комедия Сабита Рахмана «Свадьба». В дальнейшем на сцене театра была поставлена опера Узеира Гаджибекова «Лейли и Меджнун».
В разные годы художественными руководителями театра были Маммадали Касымов, Джалил Багдадбеков, Юсиф Юлдуз, Агаали Дадашов и Ибрагим Карадаглы. Сценографами, работавшими в театре, были Бахрам Афендиев, Талят Шахтахтинский, Асгар Аббасов, Гюльмаммад Алиев, Иван Горбунов. Музыкальными руководителями театра в разное время были Ахмед Агдамский и Акрам Афендиев.
Актерский состав труппы включал таких артистов, как Маммадали Касымов, Умид Исрафилов, Ариф Гаджиев, Расим Самедов, Абульгасым Мамедов, Джамиль Иманов, Агаиса Мамедов, Хабил Мамедов, Мехраба Новрузов, Гафар Искендеров, Рза Надиаров, Агаибрагим Азизов, Мустафа Сулейманов, Бахрам Челебиев, Боюкага Аббасов, Маммадтаги Джафаров, Яхья Ахадзаде, Хабил Исмаилов, Газенфар Исмаилов, Рахима Тагиева, Рубаба Иманова, Шаргия Пепинова, Сафура Гасанзаде, Тамара Аббасова, Шафика Гусейнова, Шаргия Гасанова, Люба Иманова, Елена Чтанова, Ольга Надиарова, Марусья Гаджиева, Рахила Тагиева и Джамиля Бедирли.
Среди народных артистов, работавших в этом коллективе, был мастер игры на каманче Хабил Алиев, а также ведущая актриса Гянджинского театра Седайя Мустафаева. Режиссер и актер Ибрагим Карягды 17 июня 1943 года был удостоен звания заслуженного артиста Азербайджанской ССР.

## Репертуар театра
Основу репертуара театра составляют следующие постановки: «Мусибати-Фахреддин» (Наджаф-бек Везиров), «Разоренное гнездо» (Абдуррагим-бек Ахвердиев), «Вагиф», «Фархад и Ширин» (Самед Вургун), «Мертвецы» (Джалил Мамедкулизаде), «Алмаз», «Севиль», «Октай Эльоглу», «Дочери огня» (Джафар Джаббарлы), «Свадьба», «Товарищи», «Счастливые» (Сабит Рахман), «Любовь и месть» (Сулейман Сани Ахундов), «Партизаны» (Идрис Замани), «Жизнь», «Любовь» (Мирза Ибрагимов), «Две стороны» (Азизага Мамедов), «Качак Наби» (Сулейман Рустам), «Слава» (Мехти Гусейн), «Арсенал» (Курбан Мусаев), «Девичья башня» (Рза Шахвелед), «Катыр Мамед» (Зейнал Халил), «На берегу Куры» (Гасан Касымов), «Старые друзья» (Леонид Малюгин), «Студенческая шутка» (Брэндон Томас) и другие.
Среди музыкальных постановок: «Лейли и Меджнун», «Асли и Керем», «Аршин мал алан», «Муж и жена», «Мешади Ибад» (Узеир Гаджибеков), «Женатый холостяк», «Ашуг Гариб» (Зульфугар Гаджибеков), «Пятиманатная невеста» (Мамед Саид Ордубади и Саид Рустамов), «Поздравляю» (Мехди Гусейн и Фикрет Амиров), «Журавль» (Сулейман Рустам и Саид Рустамов).